# Joan Copeland
Joan Copeland (New York, 1922. június 1. – New York, 2022. január 4.) amerikai színésznő, Arthur Miller testvére.

## Élete
A szülei lengyel zsidó bevándorlók voltak. A család Brooklynban, New York egyik városnegyedében telepedett le. Apja, akinek jólmenő ruhagyára és üzlete volt, az amerikai gazdasági válság idején teljesen tönkrement.
Joan 1946-ban férjhez ment George J. Kupchik mérnökhöz, és született egy Eric nevű fia. Később vezetéknevét Copelandre változtatta.

## Filmjei
| Év   | Cím                              | Magyar cím             | Szerep            | Megjegyzések                 |
| ---- | -------------------------------- | ---------------------- | ----------------- | ---------------------------- |
| 1958 | The Goddess                      |                        | Alice Marie       |                              |
| 1959 | Middle of the Night              |                        | Lillian Englander |                              |
| 1977 | Roseland                         |                        | Pauline           | "The Hustle"                 |
| 1980 | It's My Turn                     | Rajtam a sor           | Rita              |                              |
| 1982 | A Little Sex                     |                        | Mrs. Harrison     |                              |
| 1987 | Happy New Yearr                  | Sittmentes Új Évet!    | Sunny Felix       |                              |
| 1988 | The Laser Man                    |                        | Ruth Weiss        |                              |
| 1989 | Her Alibi                        |                        | Audrey            |                              |
| 1997 | Jungle 2 Jungle                  | Dzsungelből dzsungelbe | Mrs. Prelot       |                              |
| 1997 | The Peacemaker                   | Peacemaker             | Senator Bevens    |                              |
| 1998 | The Object of My Affection       | Vágyaim netovábbja     | Madame Reynolds   |                              |
| 1998 | The Adventures of Sebastian Cole |                        | Grandma Cole      |                              |
| 2003 | Brother Bear                     | Mackótestvér           | Tanana            | hang                         |
| 2004 | Koda's Outtakes                  |                        | Tanana (hang)     | Video short (Uncredited)     |
| 2006 | The Last Request                 |                        | Alice Rudolf      |                              |
| 2009 | The Private Lives of Pippa Lee   | Pippa Lee négy élete   | zongorista        |                              |
| 2011 | Love Is Like Life But Longer     |                        | Old nun           | Short film (final film role) |

## Fordítás
- Ez a szócikk részben vagy egészben a Joan Copeland című angol Wikipédia-szócikk ezen változatának fordításán alapul.  Az eredeti cikk szerkesztőit annak laptörténete sorolja fel. Ez a jelzés csupán a megfogalmazás eredetét és a szerzői jogokat jelzi, nem szolgál a cikkben szereplő információk forrásmegjelöléseként.